# Битва при Велате
Битва при Велате — сражение, произошедшее в сентябре 1826 года между армиями сторонников кланов Тупоу и Фатафехи, на острове Лифука в ходе объединения Тонга. Армией клана Тупоу руководил туи-хапай (король Хаапайя) Тауфаахау (будущий король Тонга Джордж Тупоу I). Армией Фатафехи руководил туи-тонга (священный верховный правитель Тонга) Лауфилитонга. Битва при Велате стала ключевой в становлении Тауфаахау как лидера объединённого Тонга. Историки Кемпбелл и Гифорд делят битву на два основных этапа: Первый этап — победа войск Тауфаахау возле крепости Велата и финальный этап — штурм крепости и полный разгром армии Лауфилитонга.

## Предыстория
Принц Лауфилитонга, последний представитель рода Туи-тонга, хотел восстановить былое величие своего клана, однако другие вожди, опасаясь амбиций Лауфилитонга, не признали его назначение туи-тонга после смерти его отца Фуанунуиава. Формальной причиной стал молодой возраст Лауфилитонга. В результате этого священный титул туи-тонга оставался вакантным в течение семнадцати лет.
После смерти в 1820 году предыдущего туи-канокуполу никто не был назначен и на его место. Главным претендентом на этот пост был Тукуахо Тупоу. В начале января 1826 года Тупоу Намоа вернулся на Тонгатапу, сопровождая своего внучатого племянника Тауфаахоу. Несмотря на то, что Тупоу Намоа имел больше прав на престол, Тауфаахоу был более амбициозным и обладал реальной силой. Он был правителем Хаапай, после смерти тестя унаследовал власть над островом Вавау. Возвращение Намоа и присутствие с ним Тауфаахау само по себе означало притязание Туи-канокуполу на власть в Тонге. Лауфилитонга был в ярости, когда узнал, что Тауфаахау, который родился и вырос в Хаапае, прибыл в Тонгатапу в качестве наследника престола Тонги. Столкновение амбиций Тупоу и Лауфилитонга переросло в конфликт между этими вождями. Боевые действия начались с атаки сторонников Тупоу на союзный Фатафехи остров Фоа. Однако после этого Лауфилитонга не объявил войну Тауфаахау на Тонгатапу, а решил атаковать его владения, отплыть на Хаапай и объявить войну Тауфаахау оттуда. Лауфилитонга отправил послание Тауфаахау с Хаапая. Послание гласило: «Тауфаахау, тебе запрещено снова ступать на Хаапай». Послание не только считалось объявлением войны, но и запрещало Тауфаахау возвращаться на родину.
В 1825 году Лауфилитонга собрал своих сторонников на Тонгатапу. Там он посадил свою армию на каноэ и направил флот на покорение архипелага Хаапай. На первом этапе войны удача сопутствовала туи-тонга. Он овладел островом Лифуку и расположил свои силы в крепости Коло Велата. Эта крепость была построена предположительно в XIV или XV веке в центре острова Лифуку на архипелаге Хаапай в Тонга с целью распространения влияния центральных властей на архипелаге Хаапай и играла важное административно-политическое значение на архипелаге. Она была реконструирована в начале XIX века
В крепости Коло Велата Лауфилитонга был провозглашен туи-тонга. Назначение Лауфилитонга туи-тонга отражало стремление вождей Тонгатапу устрашить Тауфаахау. Тауфаахоу который на тот момент был правителем Хаапая и Вавау призвал своих сторонников, наиболее сильными из которых были воины с острова Эуа, во главе с Пуакатау Вакаута. Кроме того, брат Пуакатау Вакаута, Кауфана предоставил Тауфаахоу огнестрельное оружие и боекомплект к нему. Также он призвал сыновей правителя острова Уиха — Саулала и Хавеапава, которые приходились племянниками Лауфилитонга. Армии Тауфаахоу удалось захватить острова Фоа и Хаано, правители которых были союзниками туи-тонга. В ответ на это Лауфилитонга атаковал сторонников Тупоу в Пангаи. Однако в этой битве не было победителя, и она оставила за сторонами статус кво.

## Сражение
Во время проведения ритуальной церемонии употребления кавы, перед отплытием к Велате, Тауфаахоу сообщил своим воинам, что Лауфилитонга прислал ему послание, которое гласило: «Скажите Пуакатау Вакаута из Эуа, у меня есть пули белых (pupulu palangi), ожидающие его».
На это Пуакатау Вакаута ответил таким посланием: «Скажите Туи-тонга, такие же самые пули, какие есть у его — это те же пули, которые я несу с моим воинами в Велату, и пусть он знает, что на рассвете дня мы увидим, какая из пуль сильнее».
Флот Тупоу прибыл к пляжу возле Велатау, где войны вооруженные апа’апаи, копьями и ружьями, начали десантирование на берег. Это место впоследствии получило название Pangai Lifuka (место высадки). Там они были встречены армией Туи-тонга. В авангарде армии Туи-канокуполу шел отряд с острова Эуа из которых особо себя проявил воин по имени Секоная, который из-за своей ярости получил прозвище Икаалахи. Тауфаахау отметил, что Секоная был похож на большую рыбу среди мелкой рыбы (ханги ха 'охокай а ха икалахи), когда прорывался сквозь ряды противника наступая от своей калии Kalia (watercraft) к пляжу.
Свидетели битвы были изумлены от силы и огромной храбрости, проявленной Пуакатау и Тауфаахау в этом бою. Когда Тауфаахау был ранен и упал на землю враги хотели убить его, но Икалахи спас Тауфаахау и убил многих из нападавших на его. За это он получил прозвище Туухетока («туу — хе — тока» означает «стоять, когда вождь упал»). У воинов Тупоу было гораздо больше ружей, чем у Туи-тонга. В результате армия Туи-тонга не выдержала оружейных залпов и обратилась в бегство. Место где это произошло назвали Тонгалелека (Тонга в испуге бежит), а местность где произошла битва получило название «Тау’аки Пулу» (Война, в которой сражались и выиграли пули, поскольку битва была выиграна благодаря стрелковому оружию). Лауфилитонга также бежал в крепость Велатау. На последнем этапе битвы воины Тауфаахау штурмовали крепость Велата, что бы окончательно разгромить армию Туи-тонга. Пуакатау Вакаута, который ворвался со своим отрядом в крепость, намеревался убить Лауфилитонга. Армия Туи-тонга была разбита, а сам он попал в плен. Когда его привели к Тауфаахау, он раскаивался и был покорным, поскольку он чувствовал свирепую силу и ярость Пуакатау Вакаута. Пуакатау хотел убить Лауфилитонга, но был сам убит войнами Топу Саулала и Хавеапава. Перед уходом на войну они дали обет своей матери, что спасут её брата если Лауфилитонга будет угрожать опасность. Они ударили Пуакатау Вакаута в спину тремя копьями.

## Последствия
Битва при Велате ознаменовала конец власти Лауфилитонга на Хаапае и становление Тауфаахау как туи-хаапай. Победа Тауфаахау нанесла серьёзный удар по престижу должности туи-тонга. Лауфилитонга был пленен и долгое время провел в заточении на Хаапае. Однако хоть он и потерпел поражение, но был помилован и носил титул туи-тонга до своей смерти в 1865 году. Его крепость Коло Велата была полностью разрушена и сравнена с землей.
В результате этих событий у тонганцев появилась поговорка: Tu’a Talatau Tu’a taKilangi Houmakelikao 'ae Houma Niutao, означающая незначительного человека, который выбирает бой или задание, выходящее далеко за пределы его способностей и приводящее к полному провалу.
Также в результате этой битвы появилось много новых топонимов. Так например поле битвы вблизи Велаты получило название «Лау Феле Тоа», что означает «Земля многих воинов», что говорит о том, что здесь полегло большое количество воинов.
Победа в этой битве в дальнейшем помогла Тауфаахау присоединить оставшиеся островные группы Вавау, Ниуа и Тонгатапу. В то же время Эуа удалось на некоторое время сохранить свою независимость благодаря действиям Паукатау и Кауфана. В 1845 году Тауфаахау стал 19-м туи-канокуполу, после смерти его двоюродного дяди Алеамоту. Поражение при Велате нанесла серьёзный удар по престижу туи-тонга и окончательно подорвала власть Лауфилитонга. В 1852 году Тауфаахау удалось полностью объединить Тонга и стать после смерти в 1865 году полноправным правителем объединённого государства.